# 竹腰正映
竹腰 正映（たけのこし まさてる、元禄2年（1689年）- 宝永6年1月18日（1709年2月27日））は、尾張藩の附家老、美濃国今尾藩の第4代当主。初代当主・竹腰正信の三男竹腰正辰の長男。官位は従五位下、山城守。
正辰は別家を立てていたが、元禄11年（1698年）に正映を本家友正の養子に出した（代わりに正辰家は石河正武を養子に迎えた）。宝永3年（1706年）4月19日に附家老竹腰家の先代で従兄の友正が死去したため、同年5月25日に正映が3万石の家督を継いだ。9月には将軍の徳川綱吉に初御目見得となり、12月には従五位下山城守に叙任した。
宝永6年（1709年）1月18日に21歳で死去し、跡を養子の正武が継いだ。墓所は東京都港区虎ノ門の天徳寺。

## 系譜
父母
- 竹腰正辰（実父）
- 竹腰友正（養父）

養子
- 竹腰正武 ー 石川章長の四男